# Oryzolejeunea grolleana
Oryzolejeunea grolleana là một loài Rêu trong họ Lejeuneaceae. Loài này được see Bernecker, Andrea mô tả khoa học đầu tiên năm 1999.